# 271

271(이백칠십일)은 270보다 크고 272보다 작은 자연수다.

## 수학
- 58번째 소수(素數)다. 앞의 소수는 쌍둥이 소수인 269, 다음 소수는 277이다.
  - 베르누이 수의 분자 {\displaystyle B_{84}}를 나눌 수 있는 비정규 소수다.
- 10번째 중심있는 육각수다. 앞의 중심있는 육각수는 217, 다음은 331이다.
- {\displaystyle 271=4^{2}+5^{2}+6^{2}+7^{2}+8^{2}+9^{2}}
  - 연속하는 자연수 6개의 제곱합으로 나타낼 수 있으며, 이 성질을 지닌 앞의 수는 199, 다음 수는 355다.
- {\displaystyle 28^{3}-1}은 271로 나누어떨어진다.

## 과학
- NGC 271(영어판): 고래자리 방향에 있는 나선 은하.

## 교통
- 고속도로 및 국도
  - 유럽 고속도로 271호선: 벨라루스 민스크에서 호멜까지 이어지는 유럽 고속도로.
  - 일본 271번 국도: 현재 오다와라-아쓰기 자동차도(일본어판)로 지정되어 있다.
- 기타 도로
  - 현도 제271호선

## 군사
- U-271(영어판, 독일어판): 제2차 세계 대전에 사용된 나치 독일의 군용 잠수함.

## 문화유산
- 대한민국의 국보 제271호: 초조본 현양성교론 권12
- 대한민국의 보물 제271호: 백지은니대불정여래밀인수증요의제보살만행수능엄경 권10
- 대한민국의 사적 제271호: 경희궁지

## 방송
- B tv의 히스토리 채널 번호.
- U+ TV의 CGN 채널 번호.

## 기타
- 연도: 271년, 기원전 271년